# Предраг Матич
Предраг Фред Матич (хорв. Predrag Fred Matić; 2 червня 1962, Пожега, Хорватія — 23 серпня 2024) — хорватський політик, член Соціал-демократичної партії Хорватії (СДП), міністр у справах ветеранів у лівоцентристському уряді Зорана Мілановича у грудні 2011 — січні 2016, депутат Європарламенту з липня 2019 року до смерті в серпні 2024 року.

## Життєпис
Навчався в Осієцькому університеті, який закінчив 1986 р. з дипломом бакалавра з педагогіки. З 1998 по 1990 р. працював учителем у початкових школах у районі Вуковара, після чого займався приватним підприємництвом.
Улітку 1991 р. служив у хорватській армії, у лавах якої боронив вулицю Трпинську у Вуковарі під час битви за Вуковар. У листопаді 1991 р. захоплений у полон і дев'ять місяців зазнавав майже щоденних катувань у трьох сербських концтаборах (у містах Сремська Митровиця, Ніш і Стаїчево). Оборону Вуковара та дні, проведені в сербській неволі, описав у своєму воєнному романі «Ništa lažno» (Нічого неправдивого), який видавався сім разів та перекладений іспанською. У книжці стверджується, що Вуковар упав на два дні пізніше, ніж прийнято вважати.
Улітку 1992 року звільнений та визнаний інвалідом війни, після чого лікувався від посттравматичного стресового розладу. За свою хоробрість і героїзм нагороджений дев'ятьма медалями та військовими відзнаками.
З 1994 по 1998 рр. був завідувачем відділу загальних справ апарату начальника Генерального штабу Збройних сил Хорватії. У 2000—2004 рр. обіймав посаду речника цього самого штабу. Вийшов у відставку у званні бригадира. З 2004 по 2005 рр. працював радником тодішнього міністра у справах сім'ї, ветеранів та солідарності між поколіннями Ядранки Косор. У 2008—2009 рр. був депутатом хорватського парламенту, з 2008 по 2010 р. — позаштатним членом парламентського комітету у справах ветеранів, а з 2010 по 2011 р. — радником президента Іво Йосиповича з питань ветеранів. 23 грудня 2011 р. в результаті перемоги коаліції «Кукуріку» на парламентських виборах 2011 р. призначений міністром ветеранів. На цій посаді пробув до 22 січня 2016 р. Того самого року був членом Правління СДП. З листопада 2016 р. був головою делегації у Парламентській асамблеї процесу співробітництва у Південно-Східній Європі та членом Комітету міжпарламентського співробітництва.
28 грудня 2015 р. обраний депутатом від Соціал-демократичної партії Хорватії по V округу. Того ж дня призупинив дію свого мандата, натомість до виконання депутатських повноважень приступила заступниця депутата Біляна Гача. 30 січня 2016 р. відновив дію свого мандата депутата. Під час кампанії 2016 р. знову балотувався, зайнявши депутатське крісло 14 жовтня. Опісля обіймав посаду члена Комітету оборони, Комітету статевої рівності та Ради національної безпеки.
4 жовтня 2016 р. обирався депутатом під ім'ям «Предраг». 1 березня 2019 р. після свого переобрання змінив ім'я на «Предраг Фред». Другу частину «Фред», як сам він каже, додав із причини упізнаваності в Європарламенті саме під цим іменем.
Жив у фактичному шлюбі. Мав сина.